# Diocesi di Grand Falls
La diocesi di Grand Falls (in latino Dioecesis Grandicataractensis) è una sede della Chiesa cattolica in Canada suffraganea dell'arcidiocesi di Saint John's. Nel 2023 contava 45.800 battezzati su 220.000 abitanti. È retta dal vescovo Robert Anthony Daniels.

## Territorio
La diocesi comprende la parte centro-orientale dell'isola di Terranova in Canada.
Sede vescovile è la città di Grand Falls-Windsor, dove si trova la cattedrale dell'Immacolata Concezione.
Il territorio è suddiviso in 20 parrocchie.

## Storia
La diocesi di Harbour Grace fu eretta il 29 febbraio 1856 con il breve Ex apostolicae servitutis di papa Pio IX, ricavandone il territorio dalla diocesi di Terranova (oggi arcidiocesi di Saint John's). Originariamente era immediatamente soggetta alla Santa Sede.
Il 16 settembre 1870 cedette porzioni del suo territorio a vantaggio dell'erezione delle prefetture apostoliche di Saint George's (oggi diocesi di Corner Brook-Labrador) e di Placentia.
L'8 febbraio 1904 entrò a far parte della provincia ecclesiastica dell'arcidiocesi di Saint John's.
Il 13 luglio 1945 cedette un'altra porzione di territorio a vantaggio dell'erezione del vicariato apostolico del Labrador, che in seguito divenne la diocesi di Labrador City-Schefferville, oggi soppressa.
Il 25 maggio 1953 la chiesa di Notre-Dame di Grand Falls fu dichiarata concattedrale della diocesi con il decreto Urbs vulgo della Sacra Congregazione Concistoriale.
Il 22 febbraio 1958 in virtù del decreto Consistoriali Decreto della stessa Congregazione Concistoriale assunse il nome di diocesi di Harbour Grace-Grand Falls, che mantenne fino al 30 ottobre 1964, quando ha assunto il nome attuale.
Dal 18 ottobre 2007 al 1º marzo 2011 è stata unita in persona episcopi all'arcidiocesi di Saint John's.

## Cronotassi dei vescovi
Si omettono i periodi di sede vacante non superiori ai 2 anni o non storicamente accertati.
- John Dalton † (29 febbraio 1856 - 5 maggio 1869 deceduto)
- Enrico Carfagnini, O.F.M. † (13 maggio 1870 - 27 febbraio 1880 nominato vescovo di Gallipoli)
- Ronald MacDonald † (24 maggio 1881 - 3 settembre 1906 dimesso[1])
- John March † (4 settembre 1906 - 12 gennaio 1940 deceduto)
- John Michael O'Neill † (8 giugno 1940 - 23 novembre 1972 dimesso)
- Alphonsus Liguori Penney † (23 novembre 1972 - 5 aprile 1979 nominato arcivescovo di Saint John's)
- Joseph Faber MacDonald † (11 gennaio 1980 - 23 ottobre 1998 nominato vescovo di Saint John)
- Martin William Currie (12 dicembre 2000 - 1º marzo 2011 dimesso)
- Robert Anthony Daniels, dal 1º marzo 2011

## Statistiche
La diocesi nel 2023 su una popolazione di 220.000 persone contava 45.800 battezzati, corrispondenti al 20,8% del totale.
| anno | popolazione | popolazione | popolazione | presbiteri | presbiteri | presbiteri | presbiteri                | diaconi | religiosi | religiosi | parrocchie |
| anno | battezzati  | totale      | %           | numero     | secolari   | regolari   | battezzati per presbitero | diaconi | uomini    | donne     | parrocchie |
| ---- | ----------- | ----------- | ----------- | ---------- | ---------- | ---------- | ------------------------- | ------- | --------- | --------- | ---------- |
| 1950 | 25.000      | 145.000     | 17,2        | 31         | 28         | 3          | 806                       |         | 4         | 75        | 26         |
| 1966 | 33.375      | 200.000     | 16,7        | 36         | 32         | 4          | 927                       |         | 4         | 125       | 27         |
| 1970 | 34.000      | 189.000     | 18,0        | 36         | 34         | 2          | 944                       |         | 18        |           | 43         |
| 1976 | 35.000      | 200.000     | 17,5        | 36         | 36         |            | 972                       |         | 14        | 70        | 28         |
| 1980 | 35.300      | 201.600     | 17,5        | 31         | 31         |            | 1.138                     |         | 14        | 72        | 29         |
| 1990 | 31.638      | 226.000     | 14,0        | 27         | 27         |            | 1.171                     |         | 3         | 59        | 28         |
| 1999 | 30.749      | 92.464      | 33,3        | 27         | 27         |            | 1.138                     |         |           | 28        | 30         |
| 2000 | 29.431      | 138.898     | 21,2        | 27         | 27         |            | 1.090                     |         |           | 31        | 30         |
| 2001 | 29.269      | 123.979     | 23,6        | 28         | 28         |            | 1.045                     |         |           | 34        | 30         |
| 2002 | 29.069      | 174.488     | 16,7        | 29         | 28         | 1          | 1.002                     |         | 1         | 35        | 30         |
| 2003 | 29.030      | 171.742     | 16,9        | 29         | 29         |            | 1.001                     |         |           | 32        | 29         |
| 2004 | 36.774      | 181.978     | 20,2        | 29         | 29         |            | 1.268                     |         |           | 27        | 30         |
| 2006 | 37.200      | 184.200     | 20,2        | 28         | 28         |            | 1.328                     |         |           | 21        | 30         |
| 2013 | 40.400      | 195.200     | 20,7        | 27         | 27         |            | 1.496                     | 1       |           | 18        | 30         |
| 2016 | 41.700      | 201.700     | 20,7        | 32         | 30         | 2          | 1.303                     | 1       | 2         | 14        | 30         |
| 2019 | 43.240      | 209.175     | 20,7        | 30         | 24         | 6          | 1.441                     |         | 6         | 7         | 31         |
| 2021 | 44.460      | 215.000     | 20,7        | 22         | 22         |            | 2.020                     |         |           | 7         | 22         |
| 2023 | 45.800      | 220.000     | 20,8        | 24         | 19         | 5          | 1.908                     |         | 5         | 3         | 20         |